# Francesc Fleix i Solans
Francesc Fleix i Solans (Lleida, 1804 - Vichèi, 1870) fou un sacerdot català, arquebisbe de Tarragona entre 1864 i 1870.
Nascut l'any 1804 a Lleida, es formà acadèmicament a la Universitat de Barcelona, d'Alcalá, de Valladolid i de Bolonya. La seva trajectòria a l'Església s'inicià com a canonge de Tarragona i capellà d'honor de la capella reial, per posteriorment ser nomenat l'any 1846 bisbe de l'Havana, on organitzà el seminari tridentí. Durant l'estada a Cuba ocupà la direcció de la Societat Econòmica d'Amics del País. Gràcies a la seva estreta relació amb Isabel II d'Espanya, fou escollit arquebisbe de Tarragona l'any 1864, nomenat capellà d'honor i predicador personal de la reina. Durant el seu mandat a l'arquebisbat prengué part com a primat de les Espanyes al Concili Vaticà I, celebrat a Roma el 1869 i 1870. Aquell mateix any, morí a la localitat occitana de Vichèi, als 65/66 anys.